# Love Song from Mutiny on the Bounty (Follow Me)
Love Song from Mutiny on the Bounty (Follow Me), auch in der Kurzform Follow Me,  ist ein Filmsong aus dem Soundtrack des Films Meuterei auf der Bounty (1962). Er wurde bei der Oscarverleihung 1963 als „Bester Song“ nominiert.

## Hintergrund
Der Song befindet sich in zwei Fassungen auf dem Soundtrack zum Film und wird dementsprechend auch zwei Mal an unterschiedlichen Stellen verwendet. Die erste Version ist in Tahitianisch gesungen, die zweite Version in Englisch. Beide Versionen wurden von Bronisław Kaper arrangiert, während der Text von Paul Francis Webster stammte. Beide Versionen entstanden mit dem Studioorchester von Metro-Goldwyn-Mayer unter der Leitung von Robert Armbruster. Die tahitianische Version wurde von einem Chor bestehend aus 150 Tahitianern gesungen, bei der englischen Version übernahm ebenfalls ein größerer Chor den Gesang. Der Song war im Wesentlichen von tatsächlicher Musik aus dem Pazifik-Raum inspiriert und verknüpfte Stammestrommeln, einfache Hörner und exotischen Gesang mit der Filmorchester-Musik. Im Film ist das Lied erstmals zu hören, als die Bounty in die Nähe der Insel kommt, dort als A-cappella-Version. Kaper sollte diesen Kniff, exotische Musikinstrumente dem Handlungsort entsprechend einzuführen, auch später bei Lord Jim (1965) einsetzen, als die dortigen Protagonisten Menschen in Südostasien trafen.
Der Song wurde bei der Oscarverleihung 1963 als „Bester Filmsong“ nominiert. Letztlich gewann allerdings Days of Wine and Roses aus Die Tage des Weines und der Rosen von Henry Mancini und Johnny Mercer.

## Coverversionen
Henry Mancini veröffentlichte 1963 eine Coverversion auf seinem Album Our Man in Hollywood, auf dem er sowohl eigene als auch fremde Songs neu interpretierte. Weitere Versionen stammen von Jack Jones und Arthur Lyman.